# (300190) 2006 WV75
(300190) 2006 WV75 es un asteroide perteneciente al cinturón de asteroides descubierto el 18 de noviembre de 2006 por el equipo del Spacewatch desde el Observatorio Nacional de Kitt Peak, Arizona, Estados Unidos.

## Designación y nombre
Designado provisionalmente como 2006 WV75.

## Características orbitales
2006 WV75 está situado a una distancia media del Sol de 3,178 ua, pudiendo alejarse hasta 3,652 ua y acercarse hasta 2,704 ua. Su excentricidad es 0,149 y la inclinación orbital 6,238 grados. Emplea 2069,59 días en completar una órbita alrededor del Sol.

## Características físicas
La magnitud absoluta de 2006 WV75 es 15,5. 